# Yeatesia viridiflora
Yeatesia viridiflora là một loài thực vật có hoa trong họ Ô rô. Loài này được (Nees) Small miêu tả khoa học đầu tiên năm 1903.